# Личау
Личау (нем. Litschau) — город в Австрии, в федеральной земле Нижняя Австрия.
Входит в состав округа Гмюнд. Население составляет 2362 человека (на 31 декабря 2005 года). Занимает площадь 81,05 км². Официальный код — 30925.

## Политическая ситуация
Бургомистр коммуны — Отто Хуслих (АНП) по результатам выборов 2005 года.
Совет представителей коммуны (нем. Gemeinderat) состоит из 21 места.
- АНП занимает 13 мест.
- СДПА занимает 6 мест.
- АПС занимает 2 места.